# Scrupocaberea
Scrupocaberea is een geslacht van mosdiertjes uit de  familie van de Candidae. De wetenschappelijke naam ervan is in 2014 voor het eerst geldig gepubliceerd door Leandro M. Vieira,  Mary E. Spencer Jones, Judith E. Winston, Alvaro E. Migotto en Antonio C. Marques.

## Soorten
- Scrupocaberea dongolensis (Waters, 1909)
- Scrupocaberea gilbertensis (Maplestone, 1909)
- Scrupocaberea maderensis (Busk, 1860)
- Scrupocaberea ornithorhyncus (Wyville Thomson, 1858)